# The Perfect Guy
The Perfect Guy è un film del 2015 diretto da David M. Rosenthal.

## Trama
Leah è fidanzata da qualche anno con Dave, ma la coppia scoppia per divergenze legate all'avere dei figli. Poco dopo la rottura con il fidanzato, Leah incontra Carter, quello che, in ogni occasione, sembra essere l'uomo perfetto. Le prime ombre nel rapporto, però, arrivano, dopo una piccola rissa in una stazione di servizio.